# Incydent w świątyni Honnō-ji
Incydent w świątyni Honnō-ji (jap. 本能寺の変 Honnō-ji-no hen) – wydarzenie odnoszące się do samobójstwa japońskiego daimyō, Nobunagi Ody, do którego zmusił go jeden z jego dowódców, Mitsuhide Akechi. 
Miało ono miejsce 21 czerwca 1582 w świątyni buddyjskiej Honnō (Honnō-ji) w Kioto, kładąc kres dążeniom Nobunagi do centralizacji władzy w Japonii. Kontrola Mitsuhide Akechiego nad ziemiami Nobunagi była jednak bardzo krótka. Niedługo potem został on pokonany przez Hideyoshiego Toyotomiego, który przejął dziedzictwo Nobunagi.

## Kontekst
W pierwszej połowie roku Nobunaga Oda zniszczył klan Takeda i znajdował się u szczytu potęgi. Sprawował ścisłą kontrolę nad centralną Japonią, a jego jedynymi przeciwnikami były klany: Mōri, Uesugi i Hōjō, wszystkie osłabione wewnętrznymi sporami. Po śmierci Motonariego jego wnuk, Terumoto Mōri, starał się jedynie utrzymać status quo, w czym pomagali mu dwaj wujowie, zgodnie z testamentem Motonariego. Zmarł również Ujiyasu Hōjō, poważany strateg i zarządca, pozostawiając władzę w rękach mniej znakomitego syna, Ujimasy. W końcu, śmierć Kenshina Uesugi, uznawanego za najznakomitszego generała okresu Sengoku i konflikt pomiędzy jego dwoma adoptowanymi synami, znacznie osłabiła klan Uesugi.
Wykorzystując sytuację, Nobunaga zaczął agresywnie wysyłać swoich generałów w różne strony, kontynuując zbrojną ekspansję. Rozkazał Hideyoshiemu Toyotomi zaatakować klan Mōri, Nagahide Niwa miał przygotować się do inwazji Sikoku, Kazumasu Takigawa miał obserwować klan Hōjō z prowincji Kozuke i Shinano, a Katsuie Shibata miał zaatakować prowincję Echigo, rodowe ziemie klanu Uesugi.
W tym samym czasie Nobunaga zaprosił swojego sprzymierzeńca, Ieyasu Tokugawę, na objazd regionu Kansai, którym mieli uczcić zniszczenie klanu Takeda. W międzyczasie Hideyoshi przesłał prośbę o posiłki, ponieważ jego siły zostały zaangażowane w oblężenie Takamatsu. Nobunaga rozdzielił się z Ieyasu, który udał się na dalszy objazd Kansai i rozpoczął przygotowania do wsparcia Hashiby. Rozkazał Mitsuhide Akechiemu, aby również ruszył na pomoc Hashibie i udał się do Honnō-ji, gdzie zwykle odpoczywał przebywając w Kioto. Towarzyszyli mu jedynie dworacy, kupcy, artyści wysokiego rodu i liczna służba.

## Zdrada Mitsuhide
Po otrzymaniu rozkazu Mitsuhide Akechi powrócił do zamku Sakamoto i przeniósł się do swojego obozu w prowincji Tamba. Mniej więcej w tym samym czasie miał sesję rengi z kilkoma znanymi poetami, w czasie której ujawnił swój zamiar buntu.
Mitsuhide uznał okoliczności za sprzyjające, nie tylko dlatego, że Nobunaga odpoczywał w Honnō-ji i był nieprzygotowany na atak, ale też dlatego, że wszyscy pozostali daimyō i generałowie Ody byli zaangażowani w innych częściach kraju.
Mitsuhide poprowadził swoją armię do Kioto, ogłaszając że Nobunaga chce zaprezentować wojsko. Nie był to pierwszy raz, gdy Nobunaga prezentował swoje nowoczesne i dobrze wyposażone oddziały w Kioto, więc nikt nie wątpił w ten pretekst. Po dotarciu do Honnō-ji Mitsuhide ogłosił: „Wróg czeka w Honnō-ji!”
Przed świtem armia Akechi dokonała zamachu stanu, otaczając Honnō-ji. Nobunaga stawił opór wraz z ochroną i służbą, ale w obliczu ogromnej przewagi liczebnej żołnierzy Mitsuhide uświadomili sobie beznadziejność sytuacji. Nobunaga popełnił samobójstwo podpalając świątynię. Fakt, że jego ciało nie zostało odnalezione, często staje się obiektem spekulacji pisarzy i historyków.
Po zajęciu Honnō-ji, Mitsuhide zaatakował zamek Nijō (także w Kioto), gdzie po odesłaniu kōtaishi przebywał najstarszy syn Nobunagi i jego spadkobierca, Nobutada Oda. Nobutada popełnił tam samobójstwo.
Po próbie skłonienia przebywających w pobliżu wasali Nobunagi do uznania go za nowego pana ziem Ody, Akechi wkroczył do zamku Azuchi i zaczął wysyłać wiadomości na dwór cesarski, próbując poprawić swoją pozycję i zmusić dwór do uznania go.

## Powody przewrotu
Powody, które skłoniły Mitsuhide Akechi do przewrotu są nadal źródłem kontrowersji i spekulacji. Istnieje wiele teorii, wśród których najczęściej przytaczane są te stwierdzające, że Mitsuhide działał z powodu osobistej urazy lub ze strachu, lub że jego ambicją było przejęcie Japonii, lub działał po prostu w obronie dworu cesarskiego, którego autorytet nie był uznawany przez Nobunagę, albo że próbował usunąć obrazoburczego rewolucjonistę. Wiele osób sądzi, że była to kombinacja przynajmniej niektórych z wymienionych.
Gdy Nobunaga zaprosił Tokugawę Ieyasu do zamku Azuchi, Akechi był jego osobistym przedstawicielem mającym zajmować się grupą Ieyasu. Wkrótce jednak został usunięty z tej pozycji. Istnieje opowieść, według której Nobunaga krzyczał na niego przed gośćmi z powodu podania nieświeżej ryby.
Według innej opowieści, gdy Nobunaga rozkazał Mitsuhide pomóc Hideyoshiemu, w jakiś sposób zasugerował, że Akechi utraci obecne terytorium i będzie musiał walczyć o ziemię, która nie znajdowała się jeszcze pod kontrolą Ody. Ponieważ Nobunaga wysłał już dwóch długoletnich wasali, Nobumoriego Sakumę i Hidesadę Hayashiego, na wygnanie z powodu słabych wyników, Akechi mógł sądzić, że czeka go podobny los. W tym czasie miał już ponad 50 lat i niektórzy uważają, że mógł czuć się niepewnie wobec takiej ponurej perspektywy.
Co więcej, podczas najazdu na prowincję Tamba, Mitsuhide Akechi miał wysłać swoją matkę jako zakładnika do wrogiego zamku Yagami, aby przekonać klan Hatano do poddania się. Jednak Nobunaga stracił braci Hatano, w odpowiedzi na co byli wasale Hatano zabili matkę Mitsuhide. Mitsuhide Akechi był tym upokorzony i załamany, co ostatecznie doprowadziło go do decyzji o zabiciu swego pana. Jednakże ta opowieść zaczęła krążyć dopiero w okresie Edo i ma wątpliwe podłoże historyczne.
Bez względu na przyczynę przewrotu, Akechi odbył sesję renga z kilkoma znanymi poetami przed wymarszem do Kioto. Jedna z linii, które wypowiedział, brzmiała:
Toki wa ima, ame ga shitashiru satsuki ka na.
(時は今 雨がした滴る皐月かな)
Dosłownie, oznacza to: „Czas jest teraz, w piątym miesiącu [księżycowym], gdy pada deszcz”. Pozostawiając bez zmian wymowę, można jednak podstawić inne znaki pisma, a więc:
土岐は今 天が下治る 皐月かな
i zmienić znaczenie na:
„Toki teraz powinni rządzić całym krajem”, gdyż Toki, oznaczające „czas”, brzmi identycznie jak Toki, dziedziczne nazwisko Mitsuhide, a „deszcz” zastąpiło „niebo” (to co „pod niebem” w znaczeniu „cały kraj”).

## Po incydencie
Hideyoshi Toyotomi szybko zawarł pokój z klanem Mōri i wrócił z regionu Chūgoku w ciągu dziesięciu dni. Po drodze zebrał wcześniejszych wasali Ody i spotkał się z Nagahide Niwą i Nobutaką Odą w Sakai. Podczas marszu na Kioto pokonał Mitsuhide Akechi w bitwie pod Yamazaki. Akechi został zabity, gdy uciekał do swojego zamku.
Ieyasu Tokugawa początkowo objeżdżający Sakai, uciekł przez kilka prowincji i przekroczył góry w prowincji Iga, docierając na wybrzeże w prowincji Ise. Do swojej rodzinnej prowincji Mikawa dotarł drogą morską. Zajęło mu to tak wiele czasu, że zanim umocnił swoją pozycję, Hideyoshi kontrolował już większość terytorium Nobunagi.
Kazumasu Takigawa musiał nagle stawić czoła najazdowi klanu Hōjō, w którym stracił większość swoich ziem, co kosztowało go utratę wcześniejszego prestiżu w klanie Oda.
Katsuie Shibata i inni wasale Ody na północy zostali zajęci przez kontratak klanu Uesugi w prowincji Echizen i przez dłuższy czas nie byli w stanie podjąć znaczących działań.
Fakt, że nikt inny nie miał okazji, zasobów lub zdolności do zdecydowanego działania, zapewniły Hideyoshiemu zwierzchnictwo i wizerunek duchowego dziedzica Nobunagi.

## Kultura popularna
Wydarzenia w Honnōji często pojawiają się w filmach i grach odwołujących się do końcowego okresu Sengoku. 
- W grze wideo Samurai Warriors na Playstation 2 wydarzenia w świątyni są jednym z punktów decydujących o dalszym rozwoju fabuły.
- W grze Samurai Warriors 2 w filmach dotyczących większości postaci odnotowano śmierć Nobunagi.
- W mandze i anime Samurai Deeper Kyo śmierć Nobunagi w Honnō-ji jest często wspominana jako wydarzenie, które zakłóciło właściwy bieg historii.